# Alan Humphreys
Alan Humphreys (sinh ngày Chester, Anh, 18 tháng 11 năm 1939) là một cựu cầu thủ bóng đá thi đấu ở vị trí thủ môn cho Shrewsbury Town, Leeds United, Mansfield Town và Chesterfield ở thập niên 1950 và 1960.

## Sự nghiệp thi đấu
Humphreys bắt đầu sự nghiệp thi đấu tại Shrewsbury Town năm 1956, nơi ông có 32 trận trong 3 mùa giải và trở thành một trong những thủ môn trẻ xuất sắc nhất ngoài First Division. Vào tháng 2 năm 1960, ông gia nhập Leeds United, đôi bóng vừa xuống chơi tại Second Division cuối mùa giải 1959-60. Ông có khoảng thời gian không hạnh phúc, mất niềm tin và Don Revie còn đem về các thủ môn giàu kinh nghiệm Tommy Younger và Gary Sprake để lấp vào vị trí thủ môn. Humphreys rời Leeds vào tháng 8 năm 1962 thi đấu bóng đá non-league trước khi trở lại league với Mansfield Town mùa giải 1964-65 và sau đó là với Chesterfield.

### Thống kê thi đấu
| Câu lạc bộ      | Giải quốc nội       | Cúp FA              | League Cup          | Tổng                |
|                 | Số trận (bàn thắng) | Số trận (bàn thắng) | Số trận (bàn thắng) | Số trận (bàn thắng) |
| Shrewsbury Town |                     |                     |                     | 32 (0)              |
| Leeds United    | 40 (0)              | 1 (0)               | 3 (0)               | 44 (0)              |
| Mansfield Town  |                     |                     |                     | 60 (0)              |
| Chesterfield    |                     |                     |                     | 51 (0)              |